# Luchthaven Yaoundé Nsimalen Internationaal
Luchthaven Yaoundé Nsimalen Internationaal (IATA: NSI,ICAO: FKYS) is een luchthaven in Yaoundé, Kameroen.
In 2004 bediende de luchthaven 190.487 passagiers.
Er worden geen vluchten aangeboden vanaf Schiphol, maar wel vanaf Brussels Airport en Luchthaven Parijs-Charles de Gaulle.

## Luchtvaartmaatschappijen en bestemmingen
- Air France - Parijs-Charles de Gaulle
- Air Ivoire - Abidjan, Brazzaville
- Camairco - Douala, Parijs-Charles de Gaulle, Maroua, Garoua, N'Djamena
- ASKY Airlines - Bangui, Cotonou, Lagos, Lome
- Brussels Airlines - Brussel
- Kenya Airways - Nairobi
- Royal Air Maroc - Casablanca, Douala